# Sarisa ephyraria
Sarisa ephyraria är en fjärilsart som beskrevs av Walker 1862. Sarisa ephyraria ingår i släktet Sarisa och familjen mätare. Inga underarter finns listade.